# Mall
A Mall (magyarul: Vágyódás) Eugent Bushpepa albán énekes dala, amellyel Albániát képviselte a 2018-as Eurovíziós Dalfesztiválon, Lisszabonban.

## Eurovíziós Dalfesztivál
A dal a 2017. december 23-án megrendezett albán nemzeti döntőben, a Festivali i Këngës-ban nyerte el az indulás jogát, ahol a szakmai zsűri döntött a végeredményről.
A dalt az Eurovíziós Dalfesztiválon először a május 8-i első elődöntőben adta elő, fellépési sorrendben harmadikként az Izlandot képviselő Ari Ólafsson Our Choice című dala után és a Belgiumot képviselő Sennek A Matter of Time című dala előtt. Az elődöntőből a nyolcadik helyen jutott tovább a május 12-i döntőbe, ahol fellépési sorrendben tizenkettedikként lépett fel a Németországot képviselő Michael Schulte You Let Me Walk Alone című dala után és a Franciaországot képviselő Madame Monsieur Mercy című dala előtt. A pontozás során a zsűri szavazáson összesítésben a hetedik helyen végzett 126 ponttal (Azerbajdzsántól maximális pontot kapott), míg a nézői szavazáson a tizennyolcadik helyen végzett 58 ponttal (Észak-Macedóniától és Olaszországtól maximális pontot kapott), így összesítésben 184 ponttal a verseny tizenegyedik helyezettje lett.
A következő albán induló Jonida Maliqi Ktheju tokës című dala volt a 2019-es Eurovíziós Dalfesztiválon.

## Külső hivatkozások
- Dalszöveg
- A dal videóklipje. YouTube-videó, Eurovision Song Contest, 2018. március 26.
- A dal előadása a dalfesztivál első elődöntőjében. YouTube-videó, Eurovision Song Contest, 2018. május 8.
- A dal előadása a dalfesztivál döntőjében. YouTube-videó, Eurovision Song Contest, 2018. május 12.